# Kameneak, Șumen
Kameneak (în bulgară Каменяк) este un sat în comuna Hitrino, regiunea Șumen,  Bulgaria. 

## Demografie
Componența etnică a satului Kameneak
     Turci (51,57%)
     Bulgari (28,84%)
     Nicio identificare (19,57%)
     Altele (0,84%)
La recensământul din 2011, populația satului Kameneak era de 475 locuitori. Din punct de vedere etnic, majoritatea locuitorilor (51,57%) erau turci, cu o minoritate de bulgari (28,84%). Pentru 19,57% din locuitori nu este cunoscută apartenența etnică.